# 2131 Mayall
2131 Mayall (1975 RA) là một tiểu hành tinh vành đai chính bên trong được phát hiện ngày 3 tháng 9 năm 1975 bởi A. R. Klemola ở Lick Observatory và được đặt theo tên của Nicholas U. Mayall who worked ở Lick for many năm.